# Бречалов, Александр Владимирович
Алекса́ндр Влади́мирович Бреча́лов (род. 18 ноября 1973, Тлюстенхабль, Краснодарский край) — российский государственный и политический деятель. Глава Удмуртской Республики с 18 сентября 2017 (врио 4 апреля — 18 сентября 2017). Секретарь Удмуртского регионального отделения партии «Единая Россия» с 7 июля 2020.
Секретарь Общественной палаты Российской Федерации V созыва (2014—2017), сопредседатель Центрального штаба Общероссийского народного фронта, первый вице-президент Общероссийской общественной организации малого и среднего предпринимательства «Опора России».

## Биография
Родился 18 ноября 1973 года в посёлке Тлюстенхабль, Адыгейская автономная область, РСФСР. Отец — строитель.

### Образование
В 1994 году окончил Краснодарский военный институт им. генерала армии С. М. Штеменко с отличием. В 1999 году окончил Московскую государственную юридическую академию им. О. Е. Кутафина.

### Трудовая деятельность
Первый опыт работы получил ещё школьником на стройке жилого дома в Краснодаре. С 1994 по 1996 год работал заместителем начальника службы режима Чкаловского гарнизона (авиационная дивизия особого назначения). В 1996—2000 годах работал юрисконсультом ЗАО «ТВ-6 Москва» и ОАО «Альфа-Банк».
С 2001 по 2002 год занимал должность начальника юридического отдела «Юниаструм банка», в 2002—2003 годах работал директором юридического департамента. В 2003—2006 годах — генеральный директор ООО «Юниаструм Консалтинг», в 2006—2013 годах — президент ООО «ВБО Консалт».
С 2007 по 2014 год — член совета директоров «Юниаструм банка».
С 2005 года был руководителем регионального отделения в Краснодарском крае, с 2008 года — вице-президентом, с 2012 по 2014 год — президентом, с 2014 года — первым вице-президентом Общероссийской общественной организации малого и среднего предпринимательства «Опора России».
По итогам 2015 года, по версии фонда ИСЭПИ, занял 1 место в рейтинге самых перспективных политиков России.
По версии Института социально-экономических и политических исследований в рейтинге самых перспективных публичных политиков в 2014 году Бречалов занял почетное 3 место, после лидера списка Елизаветы Глинки (Доктора Лизы) и депутата Ольги Баталиной.
В «Рейтинге 2016», подготовленном Фондом «Институт социально-экономических и политических исследований», занял первое место.

### Общественная деятельность
- С 2009 — учредитель медиа-холдинга «ОПОРА КРЕДИТ», предоставляющего информацию о мерах поддержки малого и среднего предпринимательства и проводящего Всероссийский конкурс для предпринимателей «Бизнес-Успех».
- С 2013 — член Центрального штаба Общероссийского народного фронта[9].
- С 2013 — член Совета директоров ОАО «ЭКСАР».
- С 2013 — сопредседатель Центрального штаба Общероссийского народного фронта[10].
- С 2014 — Член Совета директоров Всероссийского центра изучения общественного мнения (ВЦИОМ).
- С 16 июня 2014 года по 20 марта 2017 года — секретарь Общественной палаты Российской Федерации[11].
- С 2015 — член Совета при Президенте Российской Федерации по противодействию коррупции.[12]
- С 2016 — член Совета при Президенте Российской Федерации по стратегическому развитию и приоритетным проектам.
- С 2017 — председатель попечительского совета Федерации триатлона России[13].

### Деятельность на посту Секретаря Общественной палаты Российской Федерации
В декабре 2014 года Александр Бречалов представил Президенту России ежегодный доклад Общественной палаты РФ о состоянии гражданского общества в России.

#### Поддержка праймериз «Единой России» (2016)
20 мая 2016 года на сайте Общественной палаты РФ был опубликован призыв секретаря палаты А. В. Бречалова к гражданам РФ прийти и проголосовать 22 мая того же года на праймериз партии «Единая Россия». А. В. Бречалов заверил россиян, что на праймериз они смогут «выбрать именно тех, кого они хотят видеть кандидатами от партии „Единая Россия“ в своем регионе на предстоящих выборах». Выступления Бречалова и других членов общественных палат в поддержку праймериз «Единой России» вызвали негативные отклики. Бывший член Общественной палаты РФ Е. Лукьянова назвала агитацию за участие в праймериз со стороны членов федеральной и региональных общественных палат незаконной, заметив, что «не имеют права члены Общественной палаты допускать любые формы поддержки политических партий». Статья 4 Кодекса этики действительно обязывает каждого члена Общественной палаты при осуществлении возложенных на него полномочий «не допускать любых форм публичной поддержки политических партий».

#### Скандал с докладом Общественной палаты
В ноябре 2016 года Центр антикоррупционной политики партии «Яблоко» выявил картельный сговор в закупках Общественной палаты. Бречалов, будучи секретарём Общественной палаты, утверждал, что все закупки проводились законно. В марте 2017 года ФАС России подтвердила признаки картельного сговора, но Бречалов отрицал наличие нарушений. Доклад Общественной палаты о правах человека в России за 2015 год готовила фирма, специализирующаяся на пошиве одежды, в то время как давно существующие известные правозащитные организации (такие как Московская хельсинкская группа) не были допущены до его написания.

### Членство в комитетах и комиссиях
Состоит в следующих комитетах и комиссиях:
- Комиссия при Президенте по определению кандидатур на присуждение Госпремий за достижения в области правозащитной и благотворительной деятельности[22],
- Совет при Президенте Российской Федерации по стратегическому развитию и приоритетным проектам[23],
- Совет при Президенте Российской Федерации по противодействию коррупции,
- Экспертный совет при Правительстве Российской Федерации.

Входит в наблюдательные советы:
- Общероссийской общественной организации Общество «Знание» РоссииОбщероссийской общественной организации Общество «Знание» России,
- Автономная некоммерческая организация
- Агентство стратегических инициатив по продвижению новых проектов
- ОАО «МСП Банк».

## Глава Удмуртии
4 апреля 2017 года Указом Президента России Бречалов назначен временно исполняющим обязанности Главы Удмуртской Республики до вступления в должность лица, избранного Главой Удмуртской Республики.
10 сентября 2017 года по итогам досрочных выборов избран новым Главой Удмуртской Республики, набрав более 78 % голосов.
18 сентября в ходе инаугурации принёс присягу сразу на двух языках — русском и удмуртском — и официально вступил в эту должность.

## Награды
- Орден Дружбы (8 августа 2023) — за большой вклад в социально-экономическое развитие регионов Российской Федерации[27]
- Почётная грамота Президента Российской Федерации (2014) — за заслуги в организации и проведении Международных летних образовательных форумов
- Благодарность Президента Российской Федерации (19 марта 2013) — за заслуги в реализации государственной политики по вопросам развития малого и среднего предпринимательства и многолетнюю добросовестную работу
- Благодарность Правительства Российской Федерации (2012)

## Семья
Со своей женой Еленой Бречалов познакомился в 5-м классе школы и пронес эту любовь через всю жизнь. Мальчиком он даже думал стать следователем просто потому, что им работал отец маленькой Лены.
Женат; супруга, Елена Николаевна, является учредителем нескольких коммерческих компаний и двух центров юридического допобразования. Двое детей — двойняшки Артём и Анастасия.

## Доходы
Доход Александра Бречалова за 2017 год превышали 34 млн руб. Впрочем, это с учетом суммы от продажи недвижимого имущества.
Доходы главы Удмуртии Александра Бречалова за 2020 год составили около 4 млн 843 тыс. рублей, что почти на 13,3 млн рублей меньше, чем в 2019 году.
В пользовании у Бречалова квартира площадью 147,5 м², также глава Удмуртии владеет легковым автомобилем «Volkswagen 7HC Multivan». Супруга Бречалова в 2020 году заработала 3 млн 629 тыс. рублей.

## Санкции
24 февраля 2023 года США включили Бречалова в санкционный список лиц причастных к «осуществлению российских операций и агрессии в отношении Украины, а также к незаконному управлению оккупированными украинскими территориями в интересах РФ», в частности за «призыв граждан на войну в Украине».
1 апреля 2023 внесён в санкционный список Украины за поддержку российского нападения на Украину.

## Увлечения
Увлекается триатлоном. 6 октября 2013 года в Барселоне прошёл дистанцию триатлона Ironman. 4 октября 2015 года в городе Калелья Александр Бречалов преодолел дистанцию Ironman с результатом 10 часов 41 минута 6 секунд.
Также в 2015 году А. Бречалов пробежал Байкальский ледовый марафон, принял участие в полумарафоне «Карьяла» в Карелии и переплыл Волгу в рамках заплыва «Соединяя берега» (4,7 км).
С 2017 года — председатель попечительского совета Федерации триатлона России.